# Ludwik Lille
Ludwik Lille (ur. 23 października1897 w Podwołoczyskach nad Zbruczem, zm. 23 kwietnia 1957 w Paryżu) – polski grafik i malarz. W okresie międzywojennym reprezentant nurtu surrealistycznego, a w powojennych sztuki metaforycznej.
Studiował medycynę we Lwowie. 
W latach 1918–19 nawiązał kontakty z grupą ekspresjonistów skupionych wokół czasopisma "Zdrój" z Poznania oraz podjął współpracę z czasopismem "Formiści" z Krakowa. 
W 1920 wraz z formistami eksponował swe prace we Lwowie, Krakowie i Warszawie. 
W 1921 r. wyjechał do Berlina. Podjął naukę w weimarskim Bauhausie, po czym powrócił do Lwowa. Zajmował się ilustratorstwem, scenografią, wykonywał projekty dekoracji dla eksperymentalnych teatrów lwowskich. 
Od 1930 r. należał do zrzeszenia "Artes" a także do Związku Zawodowego Artystów Plastyków. Lille zajmował się popularyzacją i krytyką sztuki między innymi prowadząc audycje radiowe o tej tematyce. Opracowywał scenografię dla lwowskiego baletu Beli Katz, Trupy Wileńskiej i Lwowskiej Opery. W roku 1934 zorganizował muzeum Żydowskiej Gminy Wyznaniowej we Lwowie i został jego kierownikiem.
W 1937 wyjechał na stałe do Paryża. W czasie okupacji działał w strukturach polskiego ruchu oporu we Francji. Po wojnie pełnił funkcję prezesa Związku Artystów Polskich we Francji oraz był członkiem Société des Peintres-Graveurs.